# Fridolfinger See
Der Fridolfinger See (meist Baggersee genannt) liegt im Norden des Rupertiwinkels an der Bundesstraße 20 in der Gemeinde Fridolfing im oberbayerischen Landkreis Traunstein. Er zählt limnologisch zu den Stillgewässern.
Am Südende wird Kies abgebaut, weshalb sich der See immer noch vergrößert, während der restliche See sich als Badesee großer Beliebtheit erfreut. Es wurde eine moderne Infrastruktur für die Badegäste geschaffen (Beachvolleyballplätze, Ortsgruppe der Wasserwacht, Grillplätze usw.).
Vor allem außerhalb der Badesaison wird der Fridolfinger See auch von Sportfischern genutzt. In den meisten Wintern friert der See vollständig zu und bietet eine tragfähige Eisschicht. Einheimische nutzen dies zum Eisstockschießen und Schlittschuhlaufen.